# Tre män och en liten tjej
Tre män och en liten tjej (engelska: Three Men and a Little Lady) är en amerikansk komedifilm som hade biopremiär i USA den 21 november 1990 i regi av Emile Ardolino. I huvudrollerna ses Tom Selleck, Ted Danson och Steve Guttenberg.

## Handling
Peter, Jack och Michael har fått utökning i form av Sylvia som bor där tillsammans med sin dotter Mary. Jack som är fadern till Mary har alltid trott att det är så här som både Mary och Sylvia vill ha det. Men Sylvia är tveksam och väljer att flytta till England samt gifta sig med sin kollega Edward, med sig tar hon sin dotter Mary till Peter, Jack och Michaels stora förtvivlan. Samtidigt trivs inte Mary i England och hos sin nya far Edward. Peter har dessutom börjat få känslor för Sylvia...

## Rollista i urval
- Tom Selleck - Peter Mitchel
- Steve Guttenberg - Michael Kellam
- Ted Danson - Jack Holden
- Nancy Travis - Sylvia Bennington
- Christopher Cazenove - Edward Hargreave
- Fiona Shaw - Miss Elspeth Lomax
- Robin Weisman - Mary Bennington
- John Boswall - Barrow, Edwards butler
- Sheila Hancock - Vera Bennington
- Patricia Gaul - Mrs. Walker, rektor på skolan.

### Fotnoter
1. ↑  ”Three Men and a Little Lady” (på engelska). Box Office Mojo. 21 november 1990. http://www.boxofficemojo.com/movies/?id=threemenandalittlelady.htm. Läst 23 september 2016.